# 1185年5月1日の日食

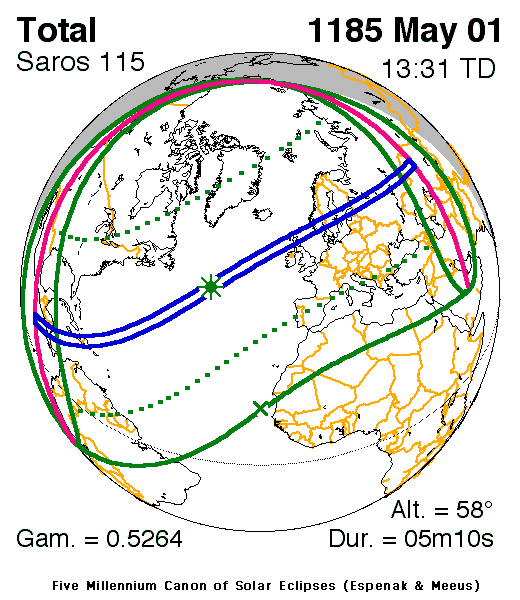

本項は、1185年5月1日に発生した日食について述べたものである。中央アメリカ、大西洋、北欧、東欧、現カザフスタンにかけて日食現象が発生した。

## 通過した地域
日食は、始め中央アメリカ西海岸で発生した。その後北西へと移動し、ニカラグア、イスパニョーラ島を通過して大西洋に至った。北大西洋を横断した日食は、スコットランド、北海、そしてノルウェーとスウェーデン南部、フィンランド湾を経てロシアへ至った。ロシアでは現サンクトペテルブルク、ノヴゴロド、ロストフを通過し、南東方向のニジニ・ノヴゴロド、カザン、ウファ、マグニトゴルスクを越えてカザフスタンに入った。最終的には、カザフスタン内でアスタナに到達する前に現象は終了した。

## 史料上の言及
ルーシ（現ロシア・ウクライナ・ベラルーシ）の文学作品『イーゴリ軍記』には、リューリク朝、ノヴゴロド・セヴェルスキー公国の公イーゴリの軍勢が、ドネツ川へ進軍中、夕暮れ近くに、日食に遭遇したことが記されている。作品中には、日食を不吉な出来事の前兆と恐れる部下たちを励ましながら進軍するイーゴリの言葉が述べられており、同じくルーシの年代記・『原初年代記』（ラヴレンチー年代記、イパーチー年代記）においても同様の記述がみられる。

## 外部サイト
- 日食各地予報 1185 / 05 / 01 // 日月食等データベース　国立天文台